# ایپاچفا
ایپاچفا (به مجاری: Ipacsfa) یک شهرداری در مجارستان است که در ناحیهٔ شیکلوش واقع شده‌است. ایپاچفا ۶٫۰۱ کیلومتر مربع مساحت و ۲۳۳ نفر جمعیت دارد.